# Grytviken
Grytviken (del suec "La cala de l'olla") és el principal assentament en el territori britànic de les Illes Geòrgia del Sud i Sandwich del Sud, illes subantàrtiques, a l'Atlàntic sud. Tanmateix la capital administrativa es troba a la població propera de King Edward Point. Grytviken va rebre aquest nom suec el 1902 per un topògraf suec que va trobar una gran olla per extreure oli de les foques. És el millor port de l'illa, situat a la costa nord, i disposa d'aigua potable. L'estació ha estat declarada zona d'especial interès turístic (ASTI). Grytviken és una parada popular pels turistes que visiten l'Antàrtida en creuers.
L'assentament de Grytviken va ser establert el 6 de novembre de 1904 pel capità noruec Carl Anton Larsen com estació balenera per a la Compañía Argentina de Pesca. Carl Anton Larsen, es va nacionalitzar britànic el 1910 i va passar els drets d'expolotació balenera als britànics.
La població de balenes de la zona es va reduir en 60 anys d'explotació i finalment es va tancar l'estació balenera el 1966. Fins i tot actualment la costa al voltant de Grytviken està plena d'ossos de balenes i restes abandonades de la seva explotació.
Va arribar a tenir 1.200 habitants cap a 1930, i era la factoria balenera més important de la zona. L'església es va construir el 1913.

## Clima[3]
La temperatura mitjana és d'1,7 °C. La temperatura mitjana mensual més alta és al gener i febrer (estiu austral) amb 5 °C i la més baixa al juliol amb -2 °C. La pluviometria anual és de 1.395 litres. La insolació és molt baixa, de 1.282 hores l'any.

## Història
Ernest Shackleton en la seva expedició més famosa sortí de Londres amb el vaixell Endurance l'1 d'agost de 1914, el 1915 el gel bloquejà el seu vaixell i 28 membres de la tripulació van anar cap a l'illa Elefant mentre Shackleton i cinc homes més van anar a Geòrgia del Sud. Des de Grytviken, Shackleton organitzà l'expedició de rescat. Quan Shackleton morí d'un atac de cor al mar el 1922, la seva vídua disposà que l'enterressin a Grytviken.
Durant la Guerra de les Malvines, Grytviken va ser capturat per l'exèrcit argentí l'abril de 1982 en una batalla breu contra la marina britànica. Els Royal Marines britànics la recuperaren tres setmanes després.

## Galeria

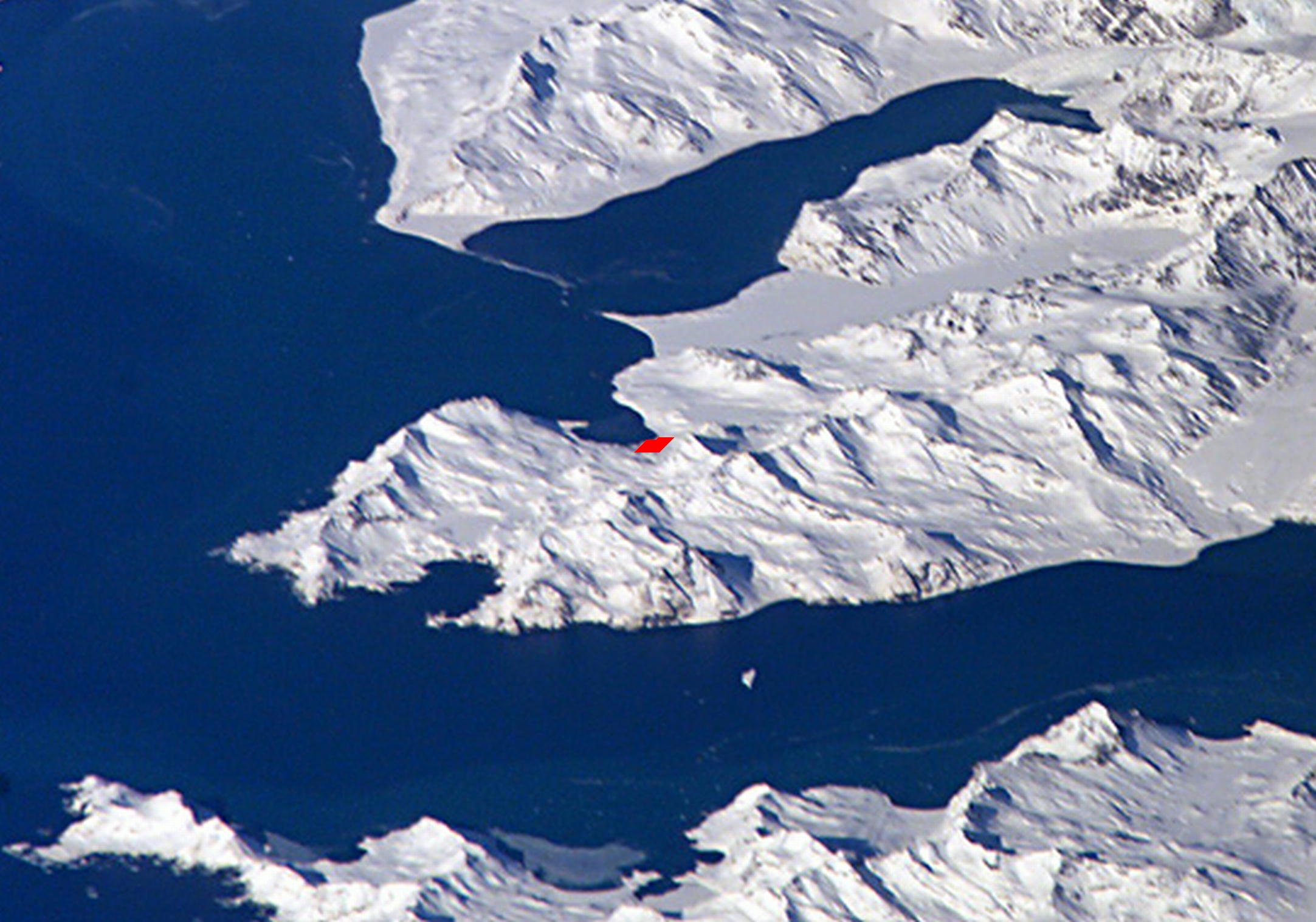
Península Thatcher amb la King Edward Cove i Grytviken.
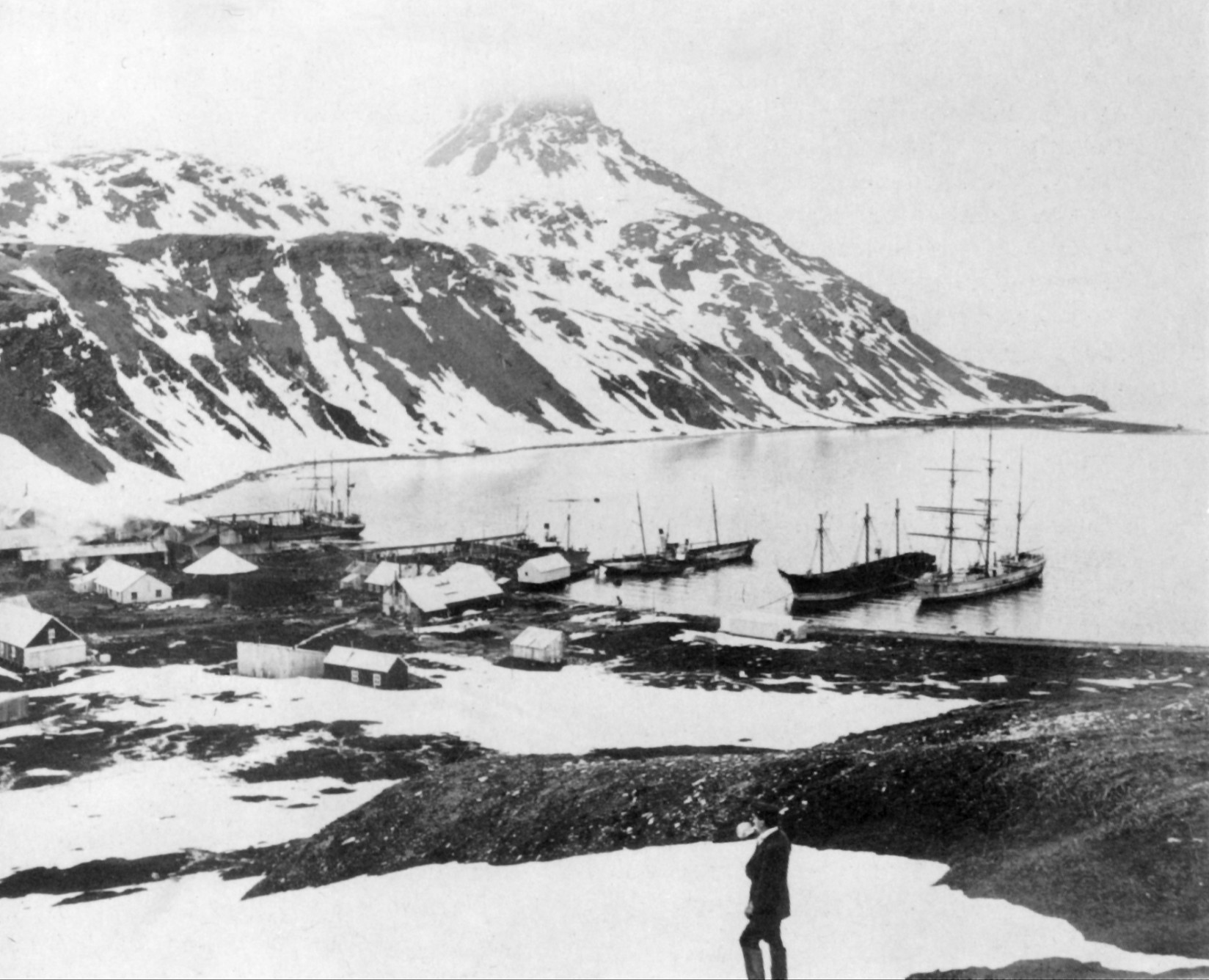
Estació en 1914
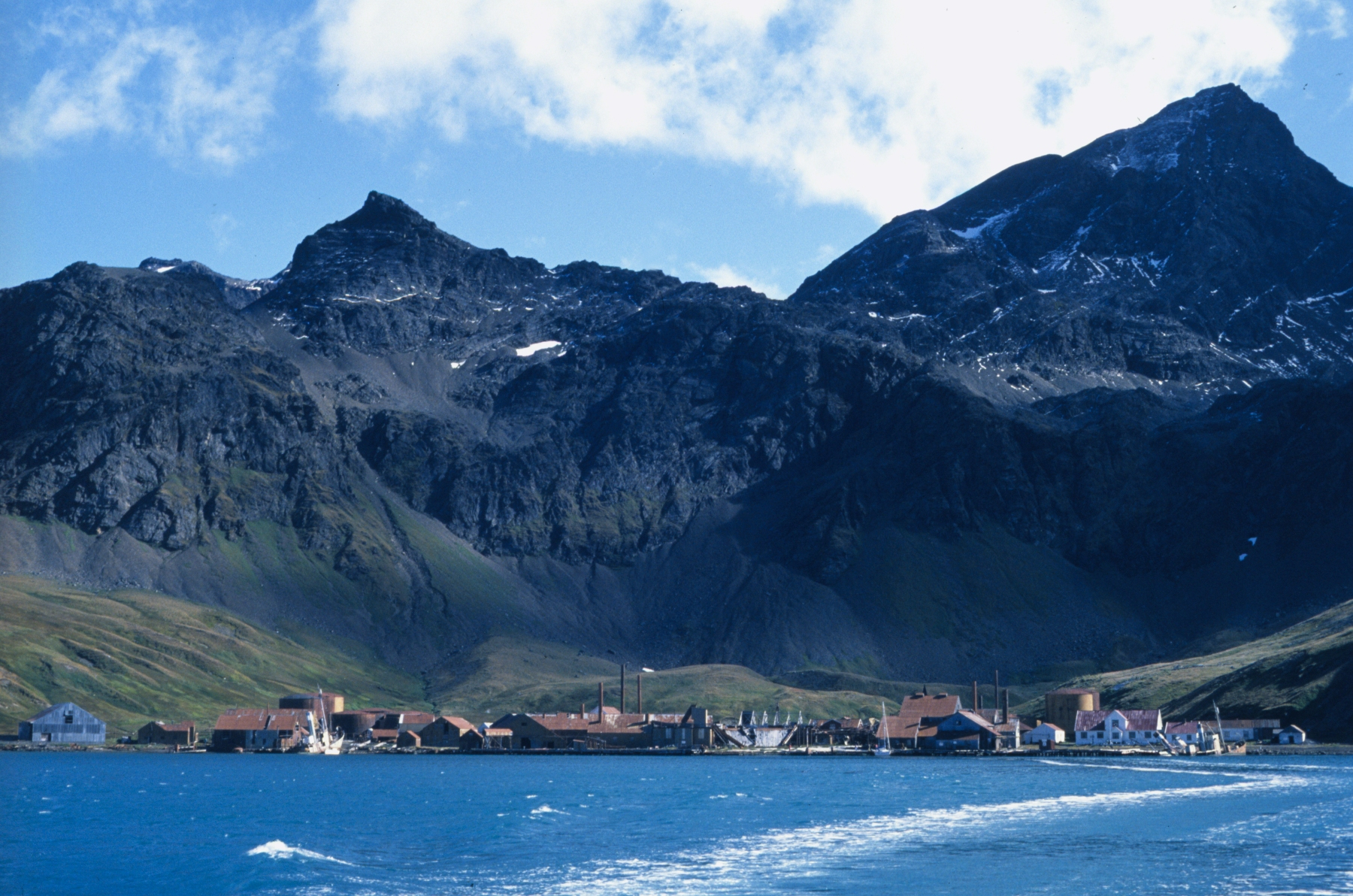
Estació vora l'any 1995
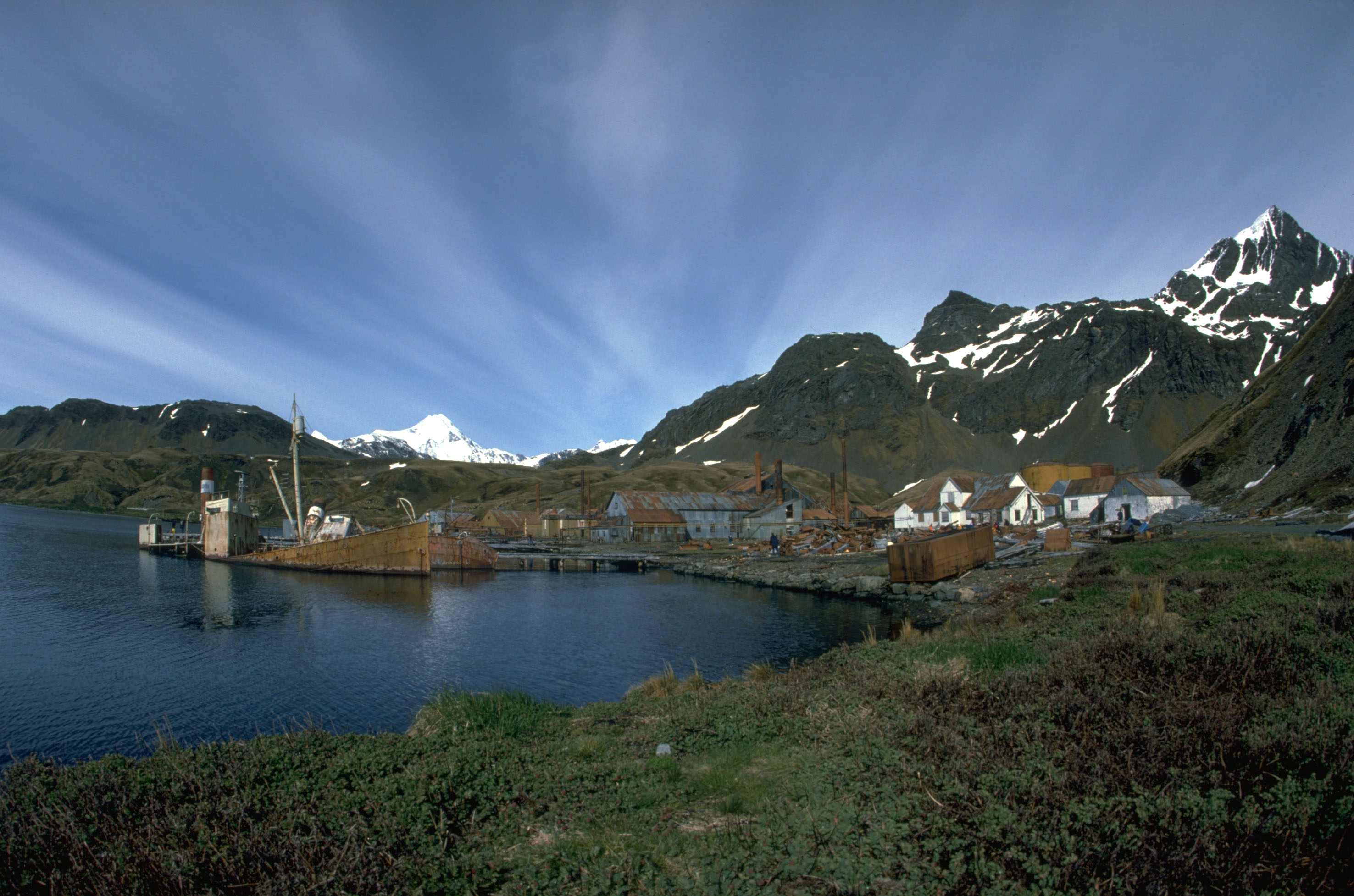
Estació en 1989
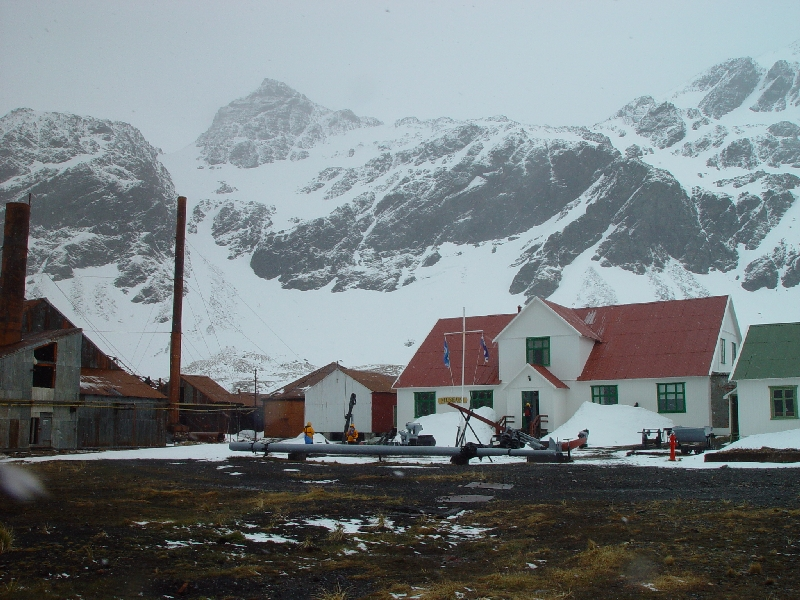
Museu de Geòrgia del Sud
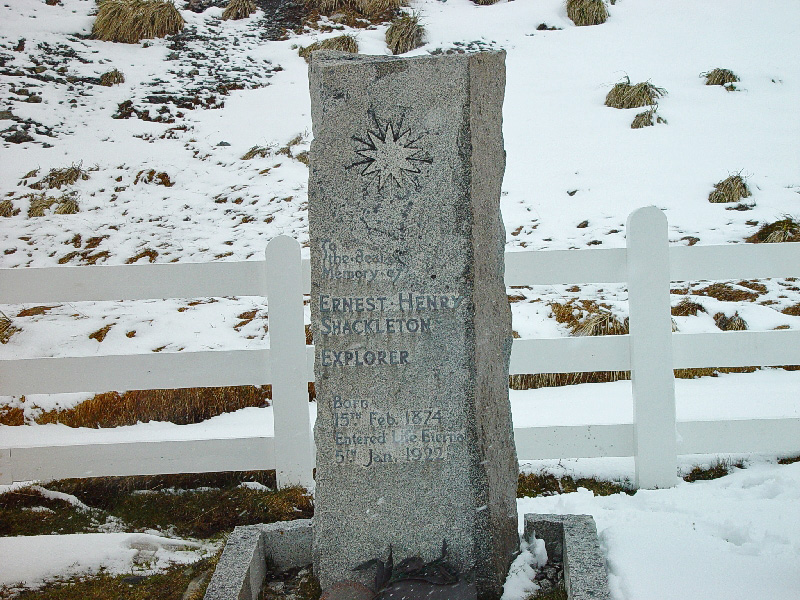
Tomba d'Ernest Shackleton
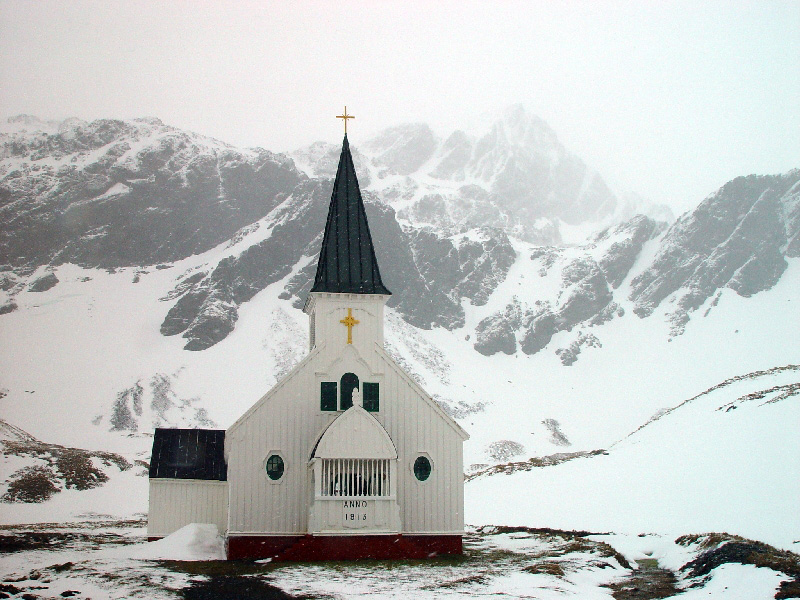
Església noruega a Grytviken (de 1913).